# Unio'n

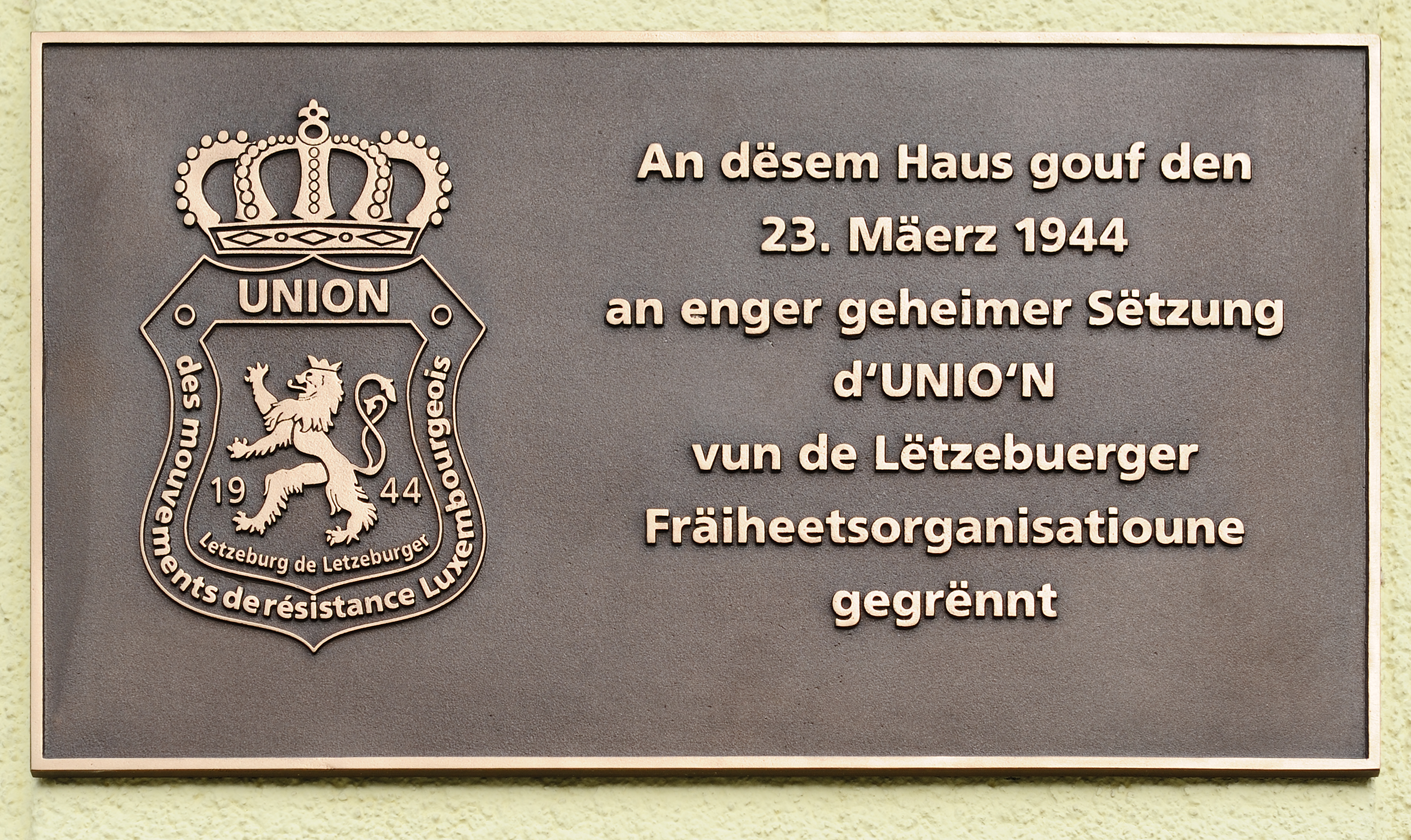
Placa commemorativa de la creació de la Unio'n.

La Unio'n vun de Fräiheetsorganisatiounen, o simplement Unio'n, va ser una organització de membres de la Resistència luxemburguesa que va ser fundada a la Segona Guerra Mundial. Va sorgir al març de 1944 de la fusió de la Lliga Patriòtica Luxemburguesa, la Legió Popular Luxemburguesa, el Lleó Roig Luxemburguès i d'altres moviments de resistència, una mica abans del final de la guerra a Luxemburg.
El setembre de 1944 la Unió per la Llibertat luxemburguesa també es va unir. Va ser el cap de la Legió Popular, Lucien Dury, qui va contactar amb els altres moviments de resistència el 1943, amb mires a una fusió. Els moviments de resistència en aquest moment s'havien afeblit per les batudes i arrests realitzats per la Gestapo, i l'objectiu va ser crear un moviment que podria actuar com un òrgan representatiu després de l'alliberació. Es va preveure que l'organització havia de crear una milícia per contribuir a mantenir l'ordre després de l'alliberació.
La Unio'n va continuar la seva existència després de la guerra com una associació, amb l'objectiu de mantenir la memòria de la resistència activa dels anys 1940-1945. El 2011 comptava amb uns 150 membres. Al març d'aquest any l'organització tenia una placa commemorativa a l'exterior de la casa a Bonnevoie, al sud-est de la ciutat de Luxemburg, on es va fundar la Unio'n.